# كاترينا ديداسيكالو
كاترينا ديداسيكالو (باليونانية: Κατερίνα Διδασκάλου)‏ هي ممثلة يونانية، ولدت في 29 ديسمبر 1960 بأثينا في اليونان.

## وصلات خارجية
- كاترينا ديداسيكالو على موقع IMDb (الإنجليزية)
- كاترينا ديداسيكالو على موقع قاعدة بيانات الفيلم (الإنجليزية)